# 维拉尔泽勒-迪拉泽斯
维拉尔泽勒-迪拉泽斯（法語：Villarzel-du-Razès，法語發音：[vilaʁzɛl dy ʁazɛs] ⓘ）是法国奥德省的一个市镇，属于利穆区。

## 地理
维拉尔泽勒-迪拉泽斯（43°8'21"N, 2°12'24"E）面积12.6 平方千米，位于法国奧克西塔尼大區奥德省，该省份为法国南部沿海省份，北起塔恩省，西北接上加龙省，西接阿列日省，南至东比利牛斯省，东临地中海，东北与埃罗省接壤。
与维拉尔泽勒-迪拉泽斯接壤的市镇（或旧市镇、城区）包括：阿莱拉克、布吕盖罗勒、马尔维耶斯、蒙克拉尔、蒙雷阿勒、圣马丹-德维勒雷格朗。

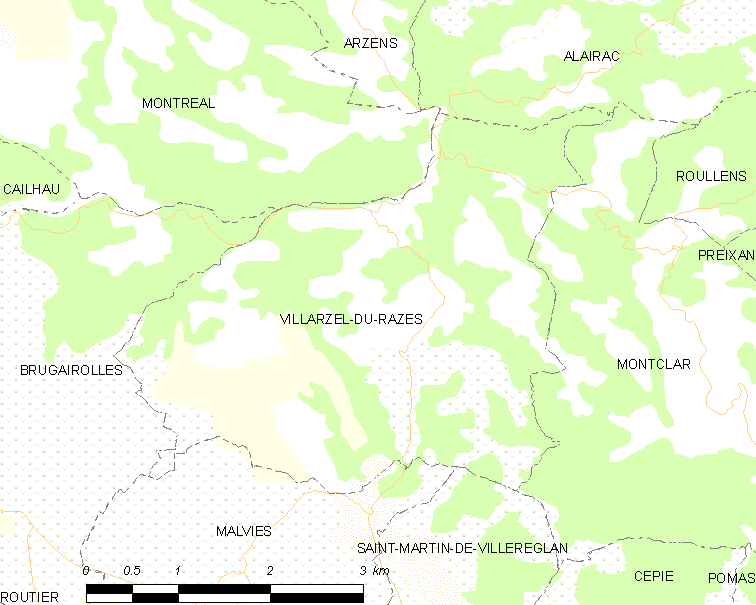
维拉尔泽勒-迪拉泽斯的OSM定位图

维拉尔泽勒-迪拉泽斯的时区为UTC+01:00、UTC+02:00（夏令时）。

## 行政
维拉尔泽勒-迪拉泽斯的邮政编码为11300，INSEE市镇编码为11417。

## 政治
维拉尔泽勒-迪拉泽斯所属的省级选区为拉皮耶日欧拉泽斯县。

## 人口

1962-2008年间维拉尔泽勒-迪拉泽斯人口变化图示

维拉尔泽勒-迪拉泽斯于2022年1月1日时的人口数量为95人。